# Stadio Comunale Matusa
Das Stadio Comunale Matusa war ein Fußballstadion im italienischen Frosinone in der gleichnamigen Provinz in der Region Latium. Es war bis 2017 vorwiegend die Spielstätte vom Fußballclub Frosinone Calcio. Im Jahr 1932 erbaut war die Spielstätte noch ein umzäuntes Spielfeld ohne Tribünen. Ende der 1930er Jahre baute man den ersten Zuschauerrang. Die Haupttribüne wurde zwischen 1946 und 1949 errichtet. Ende der 1970er Jahre kamen die Stahlrohrtribünen hinter den Toren dazu.
Der Frosinone Calcio stieg 2006 in die Serie B auf und das Stadion wurde von rund 5.600 auf die heute gültigen 9.680 Zuschauerplätze erweitert und modernisiert. Zur Saison 2015/16 stieg der Frosinone Calcio in die Serie A auf.
- Haupttribüne: 480 Plätze (überdacht)
- auf beiden Seiten neben der Haupttribüne jeweils 250 (nicht überdachte) Plätze
- Ehrentribüne: 3.220 Plätze
- Nordkurve: 2.800 Plätze
- Südkurve: 3.000 Plätze (mit Gästebereich)

2017 zog Frosione Calcio in das neugebaute Stadio Benito Stirpe um. Das alte Stadion wurde im selben Jahr weitestgehend abgerissen. Die Haupttribüne blieb jedoch erhalten und ist heute ein Bestandteil des Parco Matusa, einer auf dem Gelände errichteten Parkanlage.